# Роберт Арчібаль
Роберт Майкл Арчібальд (шот. Robert Michael Archibald; 29 березня 1980, Пейслі, Шотландія, Велика Британія - 23 січня 2020, Баррінгтон, штат Іллінойс, США) - шотландський професійний баскетболіст. Був обраний Мемфіс Гріззліс на драфті НБА 2002 року в другому раунді під загальним 32-м номером .

## Кар'єра
У 1998 році Арчібальд закінчив середню школу "Лафайєтта" в місті Уайлдвуд, штат Міссурі разом з гравцем Головної ліги бейсболу Райаном Ховардом. Батько Арчібальда Боббі був гравцем клубу «Лівінгстон» у Шотландії та кілька разів грав за збірні Шотландії та Великої Британії.
Після його вибору у другому раунді, "Мемфіс Гріззліс" підписали з Арчібальдом дворічний контракт. Після одного сезону з командою, в якому він зіграв лише 12 ігор, Арчібальд був обміняний з Бревіном Найт і Цезарій Трибанським у Фінікс Санз в обмін на Бо Аутло та Джейка Цакалідіса . 26 грудня 2003 Арчібальд знову був обміняний, цього разу в « Орландо Меджік » . Через тиждень його втретє за сезон обміняли на Торонто Репторс в обмін на Менге Батир і Ремон ван де Гаре . Він зіграв за Репторс 30 ігор і був єдиним шотландцем, який грає в НБА .
Арчібальд зіграв чотири сезони в Євролізі з клубами Вікторія Лібертас, Ховентут і два сезони з Малагою . У липні 2011 року він підписав контракт на рік із Сарагосою . Завершив спортивну кар'єру після літніх Олімпійських ігор 2012 року, на яких він представляв Велику Британію.

## Збірна Великої Британії
Арчібальд представляв збірну Шотландії з баскетболу на юнацькому рівні. 2007 року він став членом національної збірної Великої Британії. За збірну Великої Британії провів 46 ігор. Виступав на чемпіонатах Європи 2009 і 2011 років, а також літніх Олімпійських іграх 2012 .

## Смерть
Арчібальд помер у віці 39 років, у Баррінгтоні, штат Іллінойс. Його причина смерті невідома .

## Досягнення
- </img> Власник Єврокубку ФІБА : 2005/2006
- </img> Чемпіон Української суперліги : 2007/2008
- </img> Володар Кубка України : 2008